# Temurá (album)
Temurá (pol. przemiana) – trzeci album studyjny hiszpańskiego muzyka i kompozytora Javiera Paxariño, wydany w 1994 roku przez wytwórnię Nuba Records, a później dystrybuowany przez ACT Music w Europie, Stanach Zjednoczonych i Japonii. Stanowi fuzję muzyki średniowiecznej, andaluzyjskiej, sefardyjskiej i arabskiej. To dźwiękowa podróż przez kultury chrześcijańską, muzułmańską i żydowską, które współistniały na Półwyspie Iberyjskim. Oryginalna Temurá to kabalistyczna technika interpretacji tekstów świętych. Paxariño wykorzystuje tę koncepcję jako metaforę muzyczną, łącząc różnorodne tradycje i instrumenty w spójną całość.

## Tło i koncepcja
Tytuł Temurá odnosi się do techniki kabalistycznej polegającej na permutacji liter w celu odkrycia ukrytych znaczeń w tekstach świętych. Paxariño wykorzystuje tę ideę jako metaforę muzyczną, łącząc różnorodne tradycje i instrumenty w spójną całość. Album został nagrany z udziałem wybitnych muzyków, w tym perkusisty Glena Véleza, znanego ze współpracy z Paulem Winterem i Steve’em Reichem.
Album został wyprodukowany przez Suso Sáiza i nagrany w studiu Lanave przez José Luisa Crespo. Wydany został przez Nuba Records w 1994 roku, a później dystrybuowany przez ACT Music. Łączy elementy world music, jazzu, muzyki średniowiecznej i tradycji śródziemnomorskiej. Wykorzystuje szeroką gamę instrumentów, takich jak ney, shakuhachi, flet basowy, saksofon sopranowy, klarnet basowy, tar, bendir, cajón, lutnia, vihuela, santur i bağlama. Kompozycje charakteryzują się bogatymi aranżacjami i różnorodnością rytmiczną, tworząc atmosferę przypominającą średniowieczne Toledo.

## Odbiór i znaczenie
Album został dobrze przyjęty przez krytyków i uznany za jedno z najważniejszych dzieł hiszpańskiej sceny world music. W październiku 1994 roku magazyn Music & Media opublikował recenzję Temurá, opisując album jako "połączenie muzyki new age z andaluzyjską muzyką dawną", w którym "różnorodne instrumenty dęte są na pierwszym planie, czasami wspierane przez subtelną perkusję i klawisze". Recenzent podkreślił, że album tworzy "egzotyczną i przystępną mieszankę, w której żaden z elementów nie dominuje". Portal Exposé Online zwrócił uwagę na unikalne połączenie wpływów prekolumbijskich, arabskich i renesansowej polifonii w kompozycjach Paxariño. Recenzent zauważył, że "instrumenty dęte i skrzypce odgrywają główną rolę", a całość tworzy "mistyczną i medytacyjną atmosferę".
Wydanie albumu zapewniło Paxariño rozpoznawalność, która już w 1995 roku zaskutkowała zaproszeniem na festiwal Popkomm w Niemczech. Album przyczynił się do popularyzacji muzyki fuzji kultur na Półwyspie Iberyjskim. Jest dostępny na platformach Spotify i Amazon.

## Utwory
W skład albumu weszły utwory:
1. Conductus Mundi – 7:12, pol. Porządek świata. Utwór otwierający album, rozpoczynający się enigmatycznym rytmem i delikatną perkusją na tle syntezatorów. Główna melodia, wykonywana na flecie basowym przez Paxariño, wprowadza recytację łacińskiego tekstu z Carmina Burana, prawdopodobnie autorstwa Gualteriusa de Castiglione. Kompozycja wyróżnia się subtelnymi perkusjami Glenna Veleza oraz krótką, ale wyrazistą partią gitary elektrycznej Suso Saiza.
2. Cortesanos – 5:10, pol. Dworzanie. Utwór emanuje starodawnym klimatem, przywołując atmosferę dworskich salonów, i jest uważany za jedną z najlepszych kompozycji na albumie.
3. Preludio y Danza – 5:48. Składa się z dwóch części: preludium i tańca. Utwór łączy elementy klasyczne z rytmicznymi strukturami tanecznymi, tworząc dynamiczną i zróżnicowaną kompozycję.
4. Canto del Viento – 5:40, pol. Pieśń wiatru. Utwór o eterycznej atmosferze, w którym dominują dźwięki fletów i delikatnych perkusji, oddające ulotność i lekkość tytułowego wiatru.
5. Suspiro del Moro – 2:52, pol. Westchnienie Maura. Krótka kompozycja, która emanuje melancholią i refleksyjnością, przywołując wspomnienia o andaluzyjskim dziedzictwie kulturowym.
6. Rueda de Juglar – 6:28, pol. Koło minstrela. Utwór inspirowany średniowiecznymi tradycjami muzycznymi, charakteryzujący się rytmiczną strukturą i melodiami nawiązującymi do dawnych pieśni wędrownych muzykantów.
7. Tierra Baja – 6:19, pol. Świat nizin.  Kompozycja o spokojnym i głębokim brzmieniu, oddająca atmosferę rozległych, nizinnych krajobrazów.
8. Reyes y Reinas – 6:45, pol. Królowie i królowe. Utwór o majestatycznym charakterze, łączący elementy muzyki dworskiej z nowoczesnymi aranżacjami, tworząc obraz królewskiego dworu.
9. Temurá – 7:45, pol. Przemiana. Tytułowy utwór albumu, nawiązujący do hebrajskiej techniki permutacji liter w tekstach świętych. Kompozycja łączy wpływy muzyki żydowskiej, chrześcijańskiej i muzułmańskiej, tworząc bogaty i złożony pejzaż dźwiękowy.
10. Mater Aurea – 3:52, pol. Złota Matka.  Finałowy utwór albumu, charakteryzujący się ciepłym i kojącym brzmieniem, będący swoistym podsumowaniem i zamknięciem muzycznej podróży przez różnorodne kultury i epoki.

## Wykonawcy
W nagraniu albumu udział wzięli:
- Javier Paxariño – saksofon sopranowy, ney, flet, flet basowy, klarnet basowy, klarnet, shakuhachi, dizi,
- Chano Domínguez(inne języki) – fortepian,
- Pedro Estevan(inne języki) – bęben redoblante,
- Tino di Geraldo(inne języki) – cajón, darbuka, gitara hiszpańska, gitara basowa,
- Pablo Guerrero(inne języki) – wokal, recytacja,
- Christian Ifrim – altówka, skrzypce,
- Alberto Iglesias – aranżacje smyczkowe, sample,
- Eduardo Laguillo – fortepian, instrumenty klawiszowe, wokal,
- Baldo Martínez(inne języki) – kontrabas,
- José Carlos de Mulder – lutnia, vihuela,
- Andreas Prittwitz(inne języki) – flet prosty, klarnet,
- Dimitri Psonis – santur, bağlama, tzouras,
- Suso Sáiz(inne języki) – gitara, instrumenty klawiszowe, efekty dźwiękowe,
- Rogerio de Souza – caxixis, dzwonki, surdo,
- Glen Vélez(inne języki) – tar, riq, bendir, shakery, caxixi(inne języki), bodhrán, mizrab.